# Baureihe 430
De Baureihe 430 is een vierdelig elektrisch treinstel met lagevloerdeel voor het regionaal personenvervoer van de Deutsche Bahn (DB).

## Geschiedenis
De Deutsche Bahn AG (DB) gaf in 2008 een opdracht voor de bouw van 83 treinstellen aan het consortium van Bombardier en Alstom. Deze treinen zijn afgeleid van de Baureihe 422. Zo werden er onder meer crash buffers geplaatst.
De treinen zullen worden ingezet op een aantal trajecten van de S-Bahn Stuttgart en op een aantal trajecten van de S-Bahn Rhein-Ruhr.
Op 5 januari 2011 werd bekend dat Deutsche Bahn AG (DB) 83 treinen van dit type heeft besteld voor een aantal trajecten van de S-Bahn Rhein-Main.
Sinds 25 april 2013 rijden de eerste treinstellen op de S-Bahn van Stuttgart. De inzet werd wegens aanhoudende technische problemen per 3 juli 2013 gestaakt.

## Constructie en techniek
Het treinstel is opgebouwd uit een aluminium frame. Door de aanwezigheid van veel deuren en de lichte bouw kunnen in korte tijd veel passagiers worden vervoerd. Het front is uitgebreid met een kreukelzone. Het treinstel is uitgerust met luchtvering. Er kunnen tot vier eenheden gekoppeld worden.

### Nummers
De treinen zijn door de Deutsche Bahn (DB) als volgt genummerd:

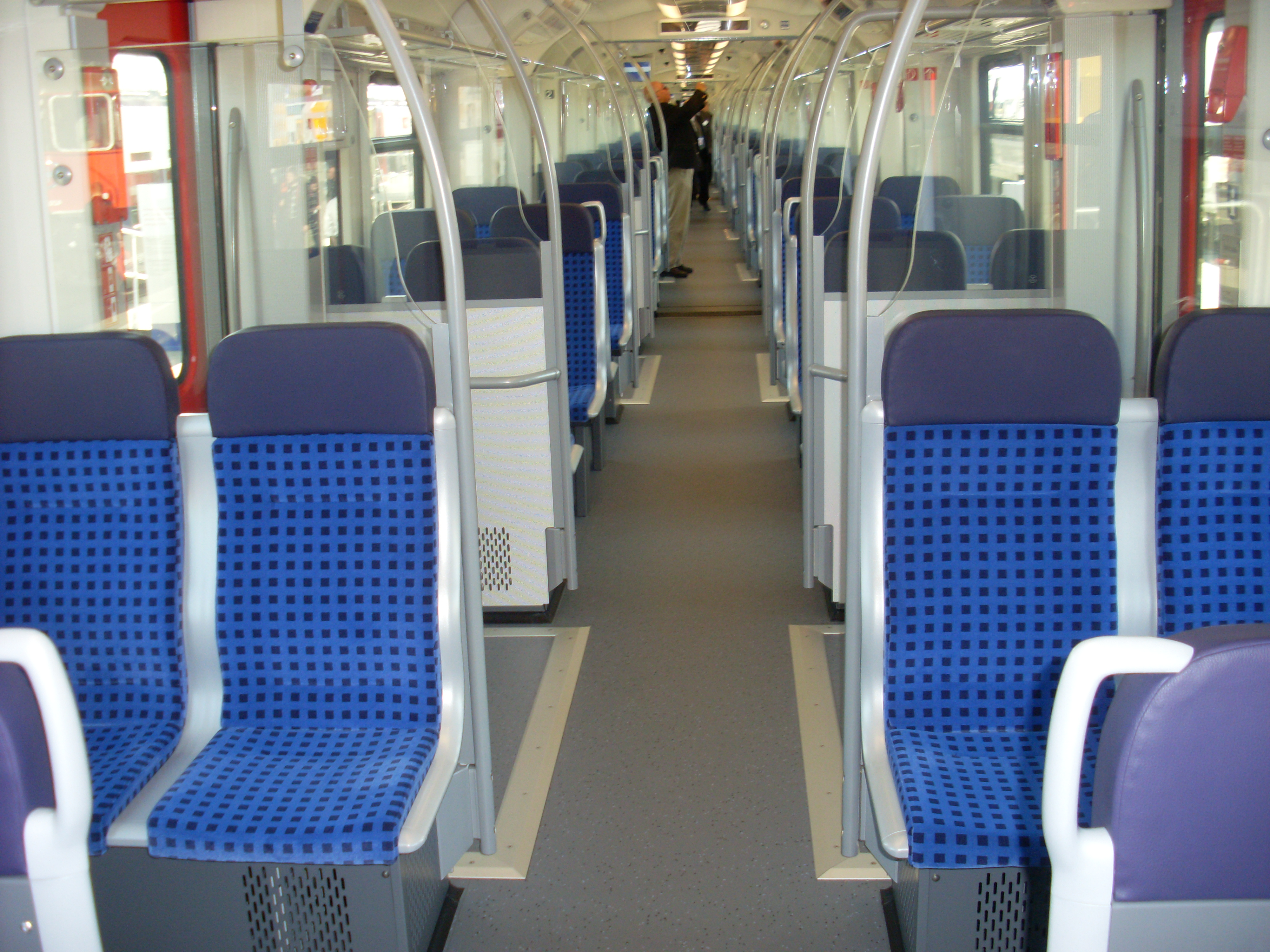
Interieur Baureihe 430

- 430 001 - 430 083
- 430 501 - 430 583

## Treindiensten
De treinen zullen na 2012 worden ingezet op een aantal trajecten van de S-Bahn Stuttgart:
- S 1: Plochingen - Esslingen - Bad Cannstatt - Hauptbahnhof - Schwabstraße - Vaihingen - Rohr - Böblingen - Herrenberg, Neckar-Alb-Bahn / Filstalbahn - Verbindungsbahn - Gäubahn (59 km)
- S 2: Schorndorf - Waiblingen - Bad Cannstatt - Hauptbahnhof - Schwabstraße - Vaihingen - Rohr - Flughafen/Messe - Filderstadt, Remsbahn - Neckar-Alb-Bahn / Filstalbahn - Verbindungsbahn - Gäubahn - Spoorlijn Stuttgart-Rohr - Filderstadt (57 km)
- S 3: Backnang - Waiblingen - Bad Cannstatt - Hauptbahnhof - Schwabstraße - Vaihingen - Rohr - Flughafen/Messe, Murrbahn - Remsbahn - Neckar-Alb-Bahn / Filstalbahn - Verbindungsbahn - Gäubahn - Spoorlijn Stuttgart-Rohr - Filderstadt (50 km)
- S 4: Schwabstraße - Hauptbahnhof - Zuffenhausen - Ludwigsburg - Marbach (Neckar), Verbindungsbahn - Frankenbahn - Spoorlijn Backnang – Ludwigsburg (27 km)
- S 5: Schwabstraße - Hauptbahnhof - Zuffenhausen - Ludwigsburg - Bietigheim, Verbindungsbahn - Frankenbahn (26 km)
- S 6: Schwabstraße - Hauptbahnhof - Zuffenhausen - Leonberg - Weil der Stadt, Verbindungsbahn - Frankenbahn - Schwarzwaldbahn (35 km)